# Douglas McDonald
Douglas McDonald, né le 11 mai 1935, est un rameur canadien. Il participe aux Jeux olympiques d'été de 1956 dans l'épreuve du huit et remporte la médaille d'argent.

## Palmarès

### Jeux olympiques
- Jeux olympiques de 1956 à Melbourne,  Australie
  -  Médaille d'argent.